# Alfred Riedl
Alfred Riedl (Wenen, 2 november 1949 - Pottendorf (Niederösterreich), 8 september 2020) was een Oostenrijks voetballer en voetbaltrainer. Hij speelde onder andere bij Austria Wien, Antwerp FC, Standard Luik en FC Metz. Riedl kwam ook vier keer uit voor het Oostenrijks nationaal team.

## Erelijst als speler
- Kampioen van Oostenrijk in 1969 en 1970 (met Austria Wien)
- Bekerwinnaar van Oostenrijk in 1971 (met Austria Wien)
- Bekerwinnaar van Oostenrijk in 1981 (met Grazer AK)
- Oostenrijks topschutter in 1972 (met Austria Wien)
- Belgisch topschutter in 1973 en 1975 (met Sint-Truiden en Antwerp)

## Trainer
Riedl begon zijn trainerscarrière bij het Oostenrijks nationaal team, in 1991. Daar volgde hij Josef Hickersberger op. In het seizoen 1994-95 was hij actief in Egypte bij Al-Zamalek. Daar pakte hij geen prijzen en keerde dus terug naar Europa. In 1997 trainde hij even het nationaal team van Liechtenstein. Daarna ging Riedl het wat verder zoeken. Hij trainde Vietnam in 2003 en in 2004 ging hij aan de slag als bondscoach van Palestina. Bij die laatste waren de werkomstandigheden te moeilijk en zo keerde Riedl terug naar Vietnam. Met Vietnam speelde Riedl in de zomer van 2007 de Asian Cup, waar Vietnam een sterk toernooi speelde, maar in de kwartfinale werd uitgeschakeld door de latere winnaar Irak.
In 2010 werd hij de trainer van het Indonesisch voetbalelftal. Hij overleed aan kanker op 70-jarige leeftijd.